# 馬納索達基 (佛羅里達州)
馬納索達基（英語：Manasota Key）是位於美國佛羅里達州夏洛特縣的一個人口普查指定地區。

## 地理
馬納索達基的座標為26°56′00″N 82°22′00″W / 26.93333°N 82.36667°W，而該地最高點為海拔高度0米（即0英尺）。

## 人口
根據2010年美國人口普查的數據，馬納索達基的面積為8.00平方千米，當中陸地面積為2.70平方千米，而水域面積為5.30平方千米。當地共有人口1229人，而人口密度為每平方千米153人。